# Domino (film fra 2005)
 For alternative betydninger, se Domino (flertydig). (Se også artikler, som begynder med Domino)
Domino er en action-dramafilm fra 2005 instrueret af Tony Scott, inspireret af historien om Domino Harvey, datter af den engelske skuespiller Laurence Harvey, der bliver dusørjæger i Los Angeles. Filmen er dedikeret til Domino Harvey, der døde af en overdosis Fentanyl 27. juni 2005, inden filmen havde premiere.
Keira Knightley spiller rollen som Domino og filmmanuskriptet blev skrevet af Richard Kelly. Kelly har udtalt: "... Domino er måske den mest samfundsnedbrydende film siden Fight Club".

## Handling
Domino Harvey, en dusørjæger, er blevet arresteret af FBI, som undersøger sagen om et $10 mio. tyveri fra en bevæbnet lastvogn, som skete 36 timer tidligere. Domino bliver interviewet af kriminalpsykologen Taryn Mills og indvilliger i at fortælle hende alt hvad hun ved om sagen.
Domino, en tidligere model, der bor i Los Angeles, bliver dusørjæger efter at have set en annonce i en avis. Hun kommer på samme hold som den berømte dusørjæger, Ed Moseby, Choco og deres chauffør Alf. De bliver hyret af Claremont Williams III, en mand, der lever af pengetransport.
Claremonts elsker, Lateesha Rodriguez, arbejder for Los Angeles Department of Motor Vehicles, og har også haft fingrene i svindel med kørekort. En teenager, kaldet Frances, ankommer en dag til DMV, og spørger Lateesha om falske kørekort til ham selv, hans bror og deres to venner.
Lateeshas barnebarn, Mica, lider af en blodsygdom og vil dø inden længe, hvis hun ikke bliver opereret. Operationen vil koste $300.000, som Lateesha ikke har. Claremont kommer nu med en forslag: de skal røve $10 mio. fra Drake Bishop, en milliardær der tidligere har købt noget af Claremont.
The Federal Bureau of Investigation får nu viden om Lateeshas svindel med kørekort, og de truer hende med fængsel, medmindre hun fortæller dem alt om Frances, som de har overvåget. Lateesha siger nu FBI at Frances, hans bror og deres to venner, har tænkt sig at begå det røveri, som hende og Claremont egentlig havde tænkt sig.
Lateesha begår tyveriet med hjælp fra Lashandra, Lashindra og Raoul, tre af hendes medarbejdere fra DMV. Claremont finder nu ud af at Frances og hans bror, som Lateesha skyldte skylden på angående røveriet, faktisk er sønner af Anthony Cigliutti; en mafiaboss.
Claremont ringer nu til Lateesha og beder hende om at droppe planen. Lateesha, Lashandra, Lashindra og Raoul skynder sig nu væk, og efterlader pengene hos flugtbilschaufføren, Locus Fender. Uden at Claremont har vidst det, så har Drake Bishop arbejdet sammen med Anthony Cigliutti. Bishop har vasket penge penge for Cigliutti, hvilket betyder at de penge Claremont og Lateesha har stjålet faktisk tilhører mafiaen.
Claremont får nu Domino, Ed og Choco til at arrestere Frances, hans bror og deres to venner og udlevere dem til mændene der arbejder for Drake Bishop. Claremont ringer derefter til Domino, Choco og Ed og fortæller dem, at de skal hente $10 mio. hos en mand, der hedder Locus Fender og så aflevere dem hos Drake Bishop på Stratosphere Hotel and Casino i Las Vegas.
Anthony Cigliutti hører om sine sønners arrestation og bliver fejlagtigt ledt til at tro Drake Bishop har dræbt dem, selvom at de faktisk er blevet løsladt af Bishops mænd, da disse fandt ud af at de ikke havde noget med tyveriet at gøre.
I Las Vegas giver Domino $300.000 mio. til Lateesha for Micas operation. Domino, Ed og Choco tager herefter hen for at møde Drake Bishop på Stratosphere Hotel and Casino. Domino og Bishop, som har sine tilhængere med, diskuterer pengene. Cigliutti tropper da op med alle sine mænd, og Cigliutti skyder Bishop, fordi han tror Bishop har dræbt hans sønner. Pludselig udbryder der kamp med pistoler, og alle undtagen Domino bliver dræbt, som når at flygte.
Efter at have fortalt Taryn Mills det hele, bliver Domino løsladt og Mills forslår Domino at trække sig tilbage som dusørjæger.

## Baggrund
I 1994 fik instruktøren Tony Scott tilsendt en artikel fra den britisk avis The Mail on Sunday af sin forretningsfører Neville Shulman. Artiklen var skrevet af Sacha Gervasi og hed: My gun for hire: Why a movie star's rebel daughter turned into a bounty hunter, og den handlede om en engelsk kvinde, der hed Domino Harvey, der arbejdede som dusørjæger. Selvom Harvey var en af de få kvindelige dusørjægere, var det der fangede Shulman og Scotts opmærksomhed, at hun var datter af skuespilleren Laurence Harvey.
Tony Scott fik sporet Domino til Beverly Hills, hvor hun boede med sin mor, Pauline Stone og Stones daværende mand, Peter Morton. Scott inviterede Domino op til sit kontor, hvor han præsenterede hende for ideen om en film omhandlende hende. Domino indvilligede og solgte filmrettighederne til hendes liv. Ifølge The Los Angeles Times, solgte Harvey rettighederne for $360.000.
Herefter interviewede Scott Harvey om hendes liv, og hendes arbejde som lykkejæger. Scott mødte også Ed Martinez og Choco, der var Dominos kollegaer. Hun tog også Scott med til Celes King III, manden hun arbejdede for.
Det var egentlig først 20th Century Fox, der havde gang i projektet, men da de droppede det, endte det med at det blev New Line Cinema der finansierede filmen.

### Filmmanuskriptet
Steve Barancik skrev det første udkast til filmanuskriptet, som Scott afslog. En anden forfatter blev herefter også bedt om at skrive manuskriptet, men også dette afslog Scott. Scott beskrev herefter de to afslåede manuskriptet som kontroversielle biografier over Domino Harveys liv, og det var ikke det han havde tænkt på til filmen. Endelige blev Richard Kelly spurgt om at skrive sit forslag til et manuskript, efter at Scott havde læst hans manuskript til Southland Tales. Kelly fik tilsendt kopier af Domino Harveys interviews med Tony Scott, men læste ikke de manuskripter som Scott havde afslået.

## Medvirkende
- Keira Knightley som Domino Harvey
- Mickey Rourke som Ed Moseby. Rourke havde først afslået at spille med i filmen, da han ikke kunne lide rollen, men indvilligede da Tony Scott havde skrevet rollen om.[7]
- Edgar Ramirez som Choco
- Riz Abbasi som Alf
- Delroy Lindo som Claremont Williams III
- Mo'Nique som Lateesha Rodriguez
- Dabney Coleman som Drake Bishop
- Lucy Liu som Taryn Mills
- Jacqueline Bisset som Sophie Wynn
- Christopher Walken som Mark Heiss
- Mena Suvari som Kimmie
- Ian Ziering og Brian Austin Green som dem selv